# 特魯舍維奇
49°38′31″N 22°46′58″E / 49.64194°N 22.78278°E

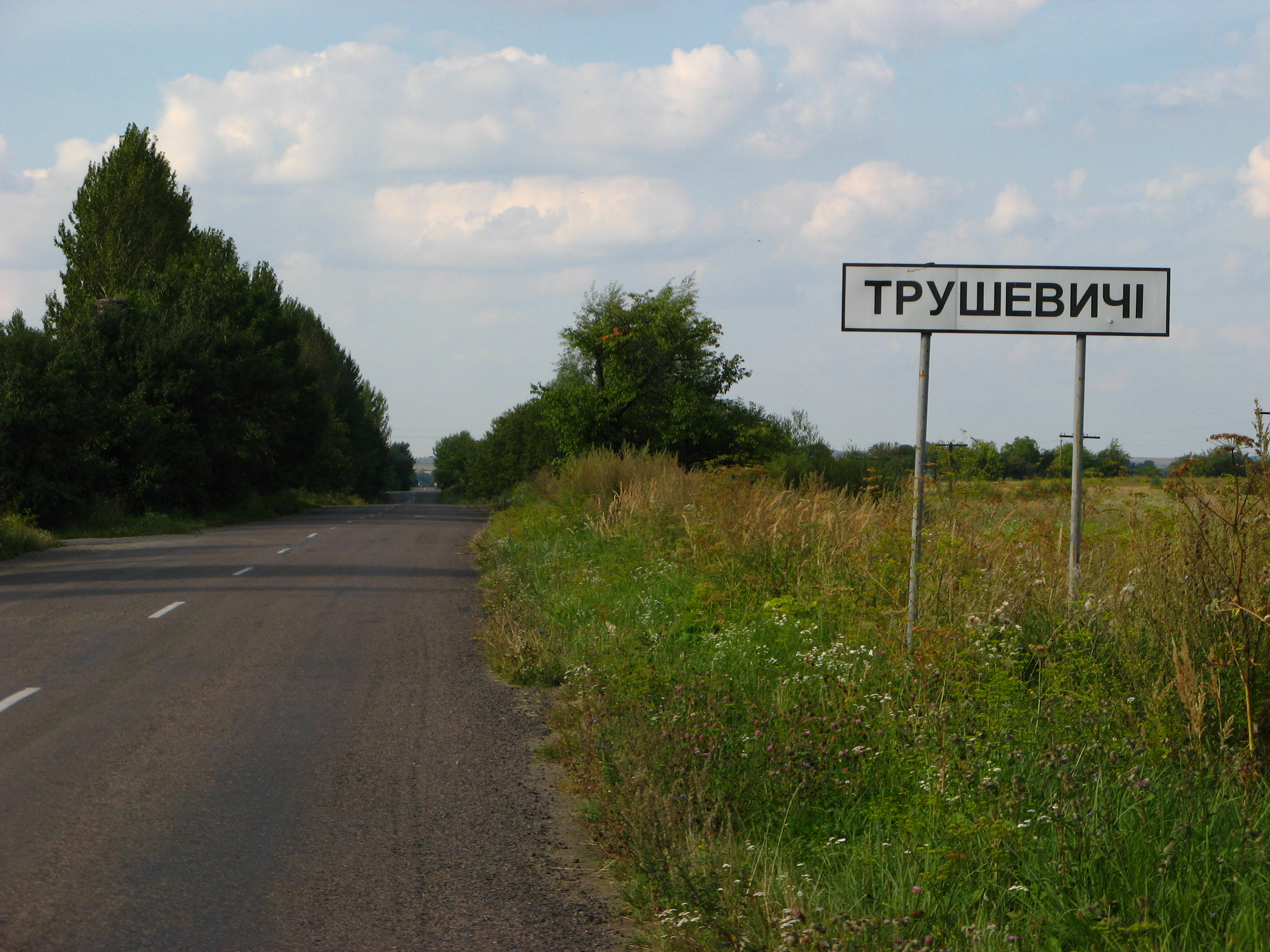

特魯舍維奇（烏克蘭語：Трушевичі），是烏克蘭西部的村莊，隸屬利維夫州的桑比爾區。該村面積1.22平方公里，海拔高度243米，2001年人口384，人口密度每平方公里314.75人。